# 566 Stereoskopia
566 Stereoskopia è un asteroide della fascia principale del diametro medio di circa 168,16 km. Scoperto nel 1905, presenta un'orbita caratterizzata da un semiasse maggiore pari a 3,3778812 UA e da un'eccentricità di 0,1188250, inclinata di 4,89394° rispetto all'eclittica.
Stanti i suoi parametri orbitali, è considerato un membro della famiglia Cibele di asteroidi.
L'asteroide è dedicato alla stereoscopia, una tecnica di ripresa delle immagini usata in astronomia per individuare gli asteroidi confrontando due immagini della stessa porzione di cielo ottenute in due momenti diversi.